# ムギネ酸-3-ジオキシゲナーゼ
ムギネ酸-3-ジオキシゲナーゼ（mugineic-acid 3-dioxygenase）は、次の化学反応を触媒する酸化還元酵素である。
(1) ムギネ酸 + 2-オキソグルタル酸 + O2 {\displaystyle \rightleftharpoons } 3-エピヒドロキシムギネ酸 + コハク酸 + CO2
(2) 2'-デオキシムギネ酸 + 2-オキソグルタル酸 + O2 {\displaystyle \rightleftharpoons } 3-エピヒドロキシ-2'-デオキシムギネ酸 + コハク酸 + CO2
酵素の組織名はmugineic acid,2-oxoglutarate:oxygen oxidoreductase (3-hydroxylating)で、別名にIDS2がある。